# Джон Лок (писател)
Джон Лок (на английски: John Locke) е американски писател, автор на бестселъри в жанровете трилър, криминален роман и уестърн.

## Биография и творчество
Джон Лок е роден през 1951 г. в Сан Хуан, Пуерто Рико. Баща му е канадец, а майка му е американка. Посещава интернационално училище в Пенсилвания. Обича да пише от тийнейджър. Завършва Северозападния държавен университет в Лос Анджелис със специалност журналистика. Пее 10 години в рок група. След дипломирането си се занимава с продажбата на застраховки „от врата на врата“. Премества се в Луисвил и на 35 години основава собствена компания за застраховки живот, която се разраства в 34 щата. През 1995 г. продава компанията и инвестира в недвижимо имущество, откъдето успява да натрупа по-голямата част от своето богатство. Притежава 13 търговски центъра и 2 застрахователни агенции.
Първият му роман „Смъртоносни хора“ от поредицата „Донован Крийд“ е публикуван през 2009 г. като електронна книга чрез „Kindle Direct Publishing“ на Amazon.com. Главният герой Донован Крийд е наемен убиец на правителството, човек с много самоличности и до всякакъв вид военни технологии. Един ден среща осиротяло момиче на убити родители и я осиновява, заклевайки се да я пази от убийците. Но с това си решение сам става мишена на криминалното общество.
Той продава електронните си книги на цена от 0,99 долара, рекламира ги успешно в социалните мрежи, и става успява да продаде 1 000 000 копия камо за 5 месеца, ставайки 8-ият автор в историята, който е продал един милион електронни книги на „Kindle“, вкл. четири от тях по едно и също време. Книгите му са преведени на над 30 езика по света.
Джон Лок живее със семейството си в Луисвил, Кентъки.

## Произведения

### Самостоятелни романи
- Kill Jill (2012)
- Casting Call (2014)
- Sorority Girl (2016)
- Daisy & Bobby (2017)
- Our Little Secret (2017)
- Your Secret Admirer (2018)

### Серия „Донован Крийд“ (Donovan Creed)
1. Lethal People (2009)
Смъртоносни хора, изд.: „Orange Books“, София (2013), прев. Надя Баева
2. Lethal Experiment (2009)
Смъртоносен експеримент, изд.: „Orange Books“, София (2014), прев. Надя Баева
3. Saving Rachel (2009)
4. Now & Then (2010)
5. Wish List (2010)
6. A Girl Like You (2011)
7. Vegas Moon (2011)
8. The Love You Crave (2011)
9. Maybe (2013)
10. Callie's Last Dance (2012)
11. Because We Can! (2013)
12. This Means War! (2014)
13. The President's Daughter (2017)

### Серия „Емет Лъв“ (Emmett Love)
1. Follow the Stone (2011)
2. Don't Poke the Bear! (2011)
3. Emmett & Gentry (2011)
4. Goodbye, Enorma (2013)
5. Rag Soup (2015)
6. Spider Rain (2016)

### Серия „Дани Рипър / Обади ми се!“ (Dani Ripper / Call Me!)
1. Call Me! (2011) – Дани Рипър
2. Promise You Won't Tell? (2012) – Дани Рипър
3. Teacher, Teacher (2014) – Дани Рипър
4. Don't Tell Presley! (2015)
5. Abbey Rayne (2015)
6. Hot Mess Express (2017)

### Серия „Д-р Гидиън Бокс“ (Dr Gideon Box)
1. Bad Doctor (2012)
2. BOX (2012)
3. Outside the Box (2013)
4. Boxed In! (2015)

### Участие в общи серии

#### Серия „Красива малка лъжа“ (Pretty Little Liars)
- A Kiss for Luck (2013)

от серията има още 19 романа от различни автори

### Новели
- When David Died (2016)

### Документалистика
- How I Sold 1 Million eBooks in 5 Months (2011)